# ده رستم (گنبکی)
ده رستم، روستایی در دهستان زیارت بخش مرکزی شهرستان گنبکی در استان کرمان ایران است.

## آب و هوا
آب و هوای روستای ده رستم، خنک و معتدل است. در زمستان هوا به -۵ درجه و در تابستان هوا به ۲۵ درجه سانتیگراد می‌رسد. متوسط بارندگی در سال ۲۰۰ میلی‌متر است.

## حیات وحش
تنوع زیستی این روستا بسیار غنی است. حیواناتی مانند پلنگ (بسیار کم)، کفتار، شاهین، کبک، تیهو، قوچ‌ومیش، کل و بز، جوجه تیغی، تشی، روباه، شغال، گراز، سیاهگوش، گرگ، آهو، خرس، کلاغ سوزو، هدهد، خزندگانی مانند انواع مارهای سمی و غیرسمی، کژدم‌ها و انواع سوسمارها و… از جمله حیوانات این منطقه هستند.

## پوشش گیاهی
انواع گیاهان دارویی مانند: آویشن، کلپوره، درمنه، گلدر، شیرین بیان، زیره، پنیرباد و … و درختانی مانند بنه، کسور (بنه کابلی)، بادام کوهی یا الوک، داز، انجیر کوهی و… در طبیعت این روستا وجود دارد.

## محصولات
از مهم‌ترین محصولات کشاورزی روستای ده رستم می‌توان به گندم، جو، خرما، انار، بادام، سیب، انجیر، گردو و انگور اشاره کرد. دامداری در روستا رواج دارد و گوشت، شیر، پنیر، کشک و روغن حیوانی از فرآورده‌های دامی آن‌ها به حساب می‌آید.

## جمعیت
بر پایه سرشماری عمومی نفوس و مسکن در سال ۱۳۹۵، جمعیت این روستا برابر با ۱۱۸ نفر (۳۳ خانوار) بوده است.